# 御徒町

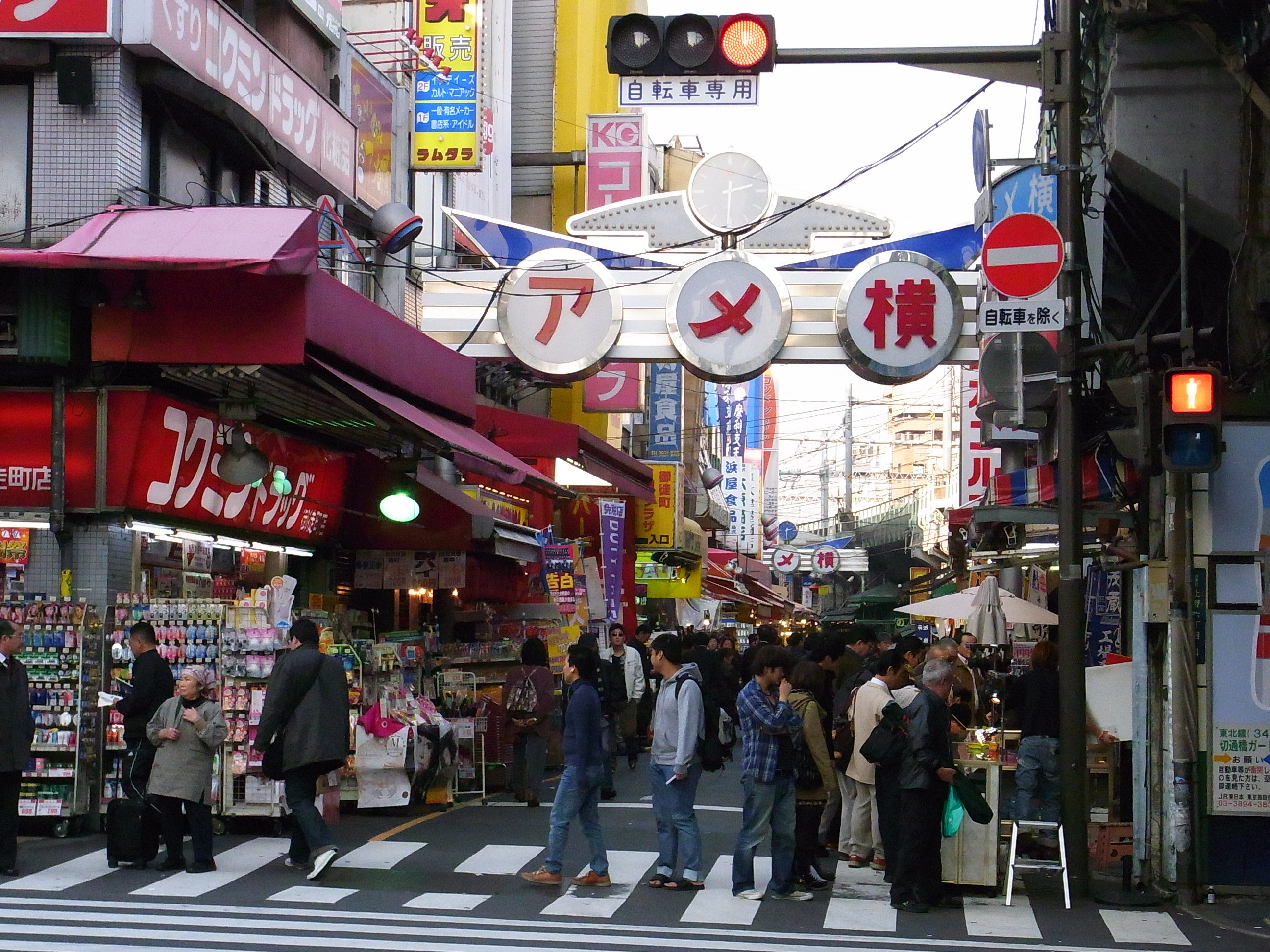
阿美橫町御徒町入口

御徒町（日语：／ Okachimachi */?）是日本東京都台東區的一個地名，指以御徒町站為中心的附近5站為中心的地區。御徒町是東京的七個副都心之一的上野、淺草副都心的據點地區之一。御徒町在江戶時代曾是眾多下級武士的居住區，因這些武士被稱為御徒（徒士），地名由此而來。